# Vegar Eggen Hedenstad
Vegar Eggen Hedenstad (ur. 26 kwietnia 1991 w Elverum) – norweski piłkarz grający na pozycji środkowego obrońcy. Od 2014 roku jest zawodnikiem klubu Eintracht Brunszwik, do którego jest wypożyczony z SC Freiburg.

## Kariera klubowa
Swoją karierę piłkarską Hedenstad rozpoczął w klubie Elverum Fotball. W latach 2006–2007 grał w nim w rozgrywkach 3. divisjon. Na początku 2008 roku przeszedł do Stabæk Fotball. Zadebiutował w nim 7 czerwca 2008 w zremisowanym 0:0 wyjazdowym meczu z Strømsgodset IF. W sezonie 2008 wywalczył mistrzostwo Norwegii. W 2009 roku, w którym zdobył Superpuchar Norwegii stał się podstawowym zawodnikiem Stabæku.
Latem 2012 Hedenstad przeszedł do SC Freiburg. W Bundeslidze swój debiut zanotował 1 września 2012 w przegranym 0:2 wyjazdowym meczu z Bayerem 04 Leverkusen. Latem 2014 został wypożyczony do Eintrachtu Brunszwik.
| Sezon   | Klub                | Kraj     | Rozgrywki     | Mecze | Bramki |
| ------- | ------------------- | -------- | ------------- | ----- | ------ |
| 2006    | Elverum Fotball     | Norwegia | 3. divisjon   | ?     | ?      |
| 2007    | Elverum Fotball     | Norwegia | 3. divisjon   | ?     | ?      |
| 2008    | Stabæk Fotball      | Norwegia | Tippeligaen   | 3     | 0      |
| 2009    | Stabæk Fotball      | Norwegia | Tippeligaen   | 22    | 1      |
| 2010    | Stabæk Fotball      | Norwegia | Tippeligaen   | 27    | 1      |
| 2011    | Stabæk Fotball      | Norwegia | Tippeligaen   | 28    | 2      |
| 2012    | Stabæk Fotball      | Norwegia | Tippeligaen   | 14    | 2      |
| 2012/13 | SC Freiburg         | Niemcy   | Bundesliga    | 16    | 0      |
| 2013/14 | SC Freiburg II      | Niemcy   | Regionalliga  | 3     | 0      |
| 2014/15 | Eintracht Brunszwik | Niemcy   | 2. Bundesliga | 28    | 1      |
| 2015/16 | SC Freiburg         | Niemcy   | 2. Bundesliga | 7     | 0      |
| 2016/17 | FC St. Pauli        | Niemcy   | 2. Bundesliga | 15    | 0      |
| 2017    | Rosenborg BK        | Norwegia | Eliteserien   | 27    | 2      |
| 2018    | Rosenborg BK        | Norwegia | Eliteserien   | 27    | 0      |
| 2019    | Rosenborg BK        | Norwegia | Eliteserien   | 8     | 0      |

## Kariera reprezentacyjna
W swojej karierze Hedenstad grał w młodzieżowych reprezentacjach Norwegii na różnych szczeblach wiekowych. W dorosłej reprezentacji zadebiutował w 14 listopada 2012 w wygranym 1:0 towarzyskim meczu z Węgrami, rozegranym w Budapeszcie.